# Girolamo Mei
Girolamo Mei (né le 27 mai 1519 à Florence et mort le 1er juillet 1594  à Rome) est un historien de la musique et un helléniste italien de la Renaissance, étudiant, ami et collaborateur de l'humaniste Piero Vettori.

## Biographie
Girolamo Mei est connu pour avoir participé à la Camerata de' Bardi et pour avoir fait découvrir à cette dernière la musique telle qu'on la concevait dans la Grèce antique, période historique qui influence les débuts de la musique baroque.